# اسرار پیتزبورگ (فیلم)
اسرار پیتزبورگ (به انگلیسی: The Mysteries of Pittsburgh) یک فیلم آمریکایی محصول سال ۲۰۰۸ که بر اساس رمانی به همین نام از مایکل شیبن در سال ۱۹۸۸ است. نویسندگی و کارگردانی فیلم راوسون مارشال تربر بر عهده داشته‌است. فیلمبرداری در پیتسبورگ در اکتبر ۲۰۰۶ به پایان رسید. با اکران فیلم در سال ۲۰۰۸. اولین نمایش جهانی خود را در ژانویه ۲۰۰۸ در جشنواره فیلم ساندنس انجام داد. داستان فیلم در ۱۹۸۰ پیتسبورگ می‌گذرد و روابط دو مرد جوان با یک زن و بعداً با یکدیگر را دنبال می‌کند.

## بازیگران
- جاون فاستر
- سیه‌نا میلر
- پیتر سارسگارد
- مینا سوواری
- نیک نولتی